# Lirceolus pilus
Lirceolus pilus är en kräftdjursart som först beskrevs av Steeves1968.  Lirceolus pilus ingår i släktet Lirceolus och familjen sötvattensgråsuggor. Inga underarter finns listade i Catalogue of Life.